# Юг (ватерпольный клуб)
Ватерпольный клуб «Юг» (хорв. Vaterpolski klub Jug) — мужской ватерпольный клуб, базирующийся в городе Дубровник, Хорватия. Многократный чемпион югославских и хорватских республиканских первенств, трёхкратный победитель Лиги чемпионов, дважды победитель Кубка обладателей кубков, чемпион многих турниров национального и международного значения.

## История
Клуб отсчитывает свою историю с 1923 года, когда было принято решение о создании в рамках единого спортивного общества «Юг» отделения по водному полу — инициатором этого выступил знаменитый пловец и ватерполист из Сушака Руди Реш, кроме того, значительный вклад в это дело внесли жители Дубровника Пера Колица и Тонча Нарделлия. Команда, не имея собственного бассейна, проводила игры в прибрежной зоне у пляжа Данче, при этом в зимнее время соревнования не проводились.
Первого серьёзного успеха клуб добился уже в 1925 году, когда дебютировал в Кубке Королевства Югославия и сразу же в дебютном сезоне стал чемпионом страны. Это была первая значимая победа в спортивной истории Дубровника, поэтому водное поло обрело в городе большую популярность и начало быстро развиваться. «Юг» является лидером по количеству побед в югославских национальных первенствах — в общей сложности он завоёвывал титул чемпиона 22 раза, в частности в период 1925—1937 годов неизменно оставался чемпионом в течение тринадцати лет подряд (в 1938 году чемпионская серия прервалась, поскольку команда опротестовала и бойкотировала турнир). Победа в финале чемпионата 1951 года впоследствии была аннулирована Федерацией плавания Югославии из-за обнаруженного в матче нарушения, хотя в современной официальной статистике клуб всё же значится чемпионом в этот период.
С 1961 года «Юг» проводит домашние матчи в открытом бассейне «Базен у Гружу» (ныне бассейн оборудован крышей и вмещает 2500 зрителей). Тем не менее, в этот период клуб утратил лидерство в чемпионате Югославии, в 1960-х и 1970-х годах уступал чемпионские титулы белградскому «Партизану» и загребскому клубу «Младост». В 1980 году команда вернулась в элиту мирового водного поло, одержав победу на Кубке Югославии и став победительницей Кубка чемпионов, главного клубного турнира Европы. Помимо этого, в 1985 и 1988 годах команда удостаивалась Кубка обладателей кубков.
После отделения Хорватии от Югославии «Юг» продолжил успешно выступать в хорватском национальном первенстве, так, в период 2000—2016 годов клуб двенадцать раз становился чемпионом страны, является действующим чемпионом Хорватии по водному поло и лидером по общему количеству побед. В 2009 и 2016 годах дважды побеждал в Адриатической лиге по водному поло, в 2001 и 2006 годах выигрывал Евролигу. В разное время цвета клуба представляли такие известные игроки как Владимир Ивкович, Хрвое Качич, Божо Вулетич, Веселин Джухо, Горан Сукно, Огнен Кржич, Маро Балич, Михо Бошкович, Сандро Сукно, Тамаш Мольнар, Тони Азеведу, Маро Йокович, Марко Бияч, Андро Бушле, Франо Вичан, Райан Бейли — олимпийские чемпионы и призёры Олимпийских игр.

## Титулы и достижения

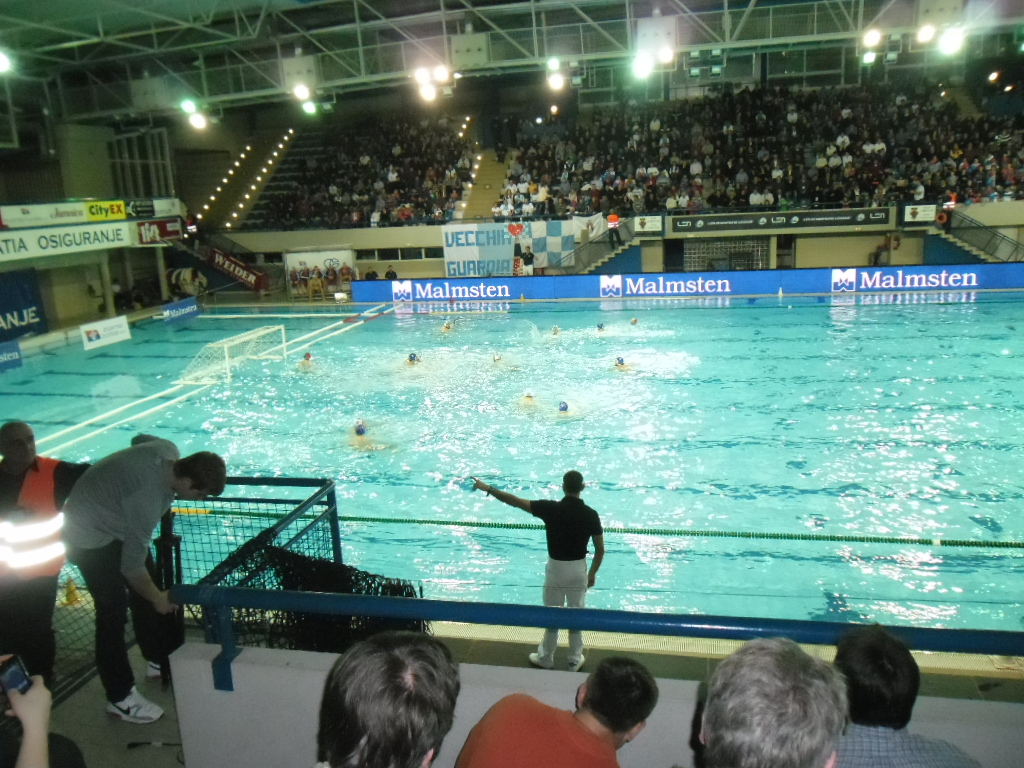
«Юг» в матче Евролиги на домашней арене

#### Чемпионат Югославии
- Чемпион: 1925, 1926, 1927, 1928, 1929, 1930, 1931, 1932, 1933, 1934, 1935, 1936, 1937, 1940, 1949, 1950, 1951, 1952, 1980, 1981, 1982, 1983, 1985.
- Вице-чемпион: 1939, 1946, 1947, 1948, 1952, 1953, 1954, 1984.

#### Чемпионат Хорватии
- Чемпион: 2000, 2001, 2004, 2005, 2006, 2007, 2009, 2010, 2011, 2012, 2013, 2016.
- Вице-чемпион: 1995, 1996, 1999, 2002, 2003, 2008, 2015.

#### Кубок Хорватии
- Победитель: 1994, 1996, 2000, 2002, 2003, 2004, 2006, 2007, 2008 , 2009, 2015.
- Финалист: 1995, 1999, 2001, 2005, 2011, 2012, 2013.

#### Лига чемпионов
- Чемпион: 1980, 2001, 2006.
- Финалист: 2007, 2008, 2013.
- Полуфиналист: 2015.

#### Кубок обладателей Кубков
- Победитель: 1985, 1988.